# La Chapelle-d'Aunainville
La Chapelle-d'Aunainville is een gemeente in het Franse departement Eure-et-Loir (regio Centre-Val de Loire) en telt 253 inwoners (2005). De gemeente behoort tot het kanton Auneau van het arrondissement Chartres.

## Geografie
De oppervlakte van La Chapelle-d'Aunainville bedraagt 7,5 km², de bevolkingsdichtheid is 33,7 inwoners per km².
De onderstaande kaart toont de ligging van La Chapelle-d'Aunainville met de belangrijkste infrastructuur en aangrenzende gemeenten.

## Demografie
Onderstaande figuur toont het verloop van het inwonertal (bron: INSEE-tellingen).
1. ↑  Populations de référence 2022.